# Бениша
Бениша (англ. Benicia) — небольшой город в округе Солано штата Калифорния, бывшая столица штата.

## География
Город расположен на северной стороне пролива Каркинез-Страйт. Площадь города — 41 км², из которых 33 км² приходится на землю, а остальное — на водную поверхность.

## История
Город был основан 19 мая 1847 года на земле, ранее принадлежавшей генералу Мариано Гвадалупе Вальехо. Генерал хотел назвать город «Франциска» в честь своей жены — Франциски Бенисии Карильо де Вальехо (Francisca Benicia Carillo de Vallejo), однако после того, как поселение Йерба-Буэна было переименовано в «Сан-Франциско», решил использовать для названия города не первое имя жены, а второе. Генерал Шерман написал в своих мемуарах, что с географической точки зрения Бениша было лучшим местом для коммерческого города во всём регионе.
Первой столицей штата Калифорния был Сан-Хосе. Однако власти были недовольны имевшимися там условиями, и в 1851 году столица Калифорнии была перенесена в Вальехо. В 1852 году Законодательное собрание Калифорнии впервые собралось в Вальехо, однако оказалось, что правительственное здание ещё не готово, и сессию перенесли в Сакраменто. В 1853 году Законодательное собрание вновь собралось в Вальехо — на этот раз лишь затем, чтобы официально объявить о переносе столицы штата в Бенишу, что произошло 4 февраля 1853 года.
С 11 февраля 1853 года по 25 февраля 1854 года городская ратуша Бениши была местом заседаний Законодательной ассамблеи штата Калифорния. Однако и Бениша не устроила власти: из-за плохого климата, неудовлетворительных жилищных условий и небезопасной обстановки в 1854 году было решено перенести столицу штата в Сакраменто.
Ещё при основании города в его черте были размещены Бенишские казармы, которые затем были расширены, и с 1852 года стали Бенишским арсеналом. В 1855 году здесь были построены помещения для просуществовавшего недолгое время Американского верблюжьего корпуса, в которых в настоящее время размещается Бенишский исторический музей.
В 1860—1861 годах Бениша оказалась причастна к деятельности почтовой компании «Пони-экспресс»: если курьер опаздывал к пароходу, отходившему из Сакраменто, он мог следовать до Бениши, и оттуда отправиться в Мартинес на пароме.
5 июля 1889 года на барже возле Бениши состоялся легендарный матч по боксу между Джеймсом Корбеттом и Джо Чойнским.
В 1879 году «Central Pacific Railroad» изменило трассу участка Сакраменто-Окленд своего трансконтинентального маршрута, пустив железнодорожный паром между Бенишей и Порт-Коста. После того, как в 1930 году был построен железнодорожный мост в районе Мартинеса, в Бенише начался экономический спад, продолжавшийся вплоть до Второй мировой войны.
Вторая мировая война резко оживила деятельность Бенишского арсенала. В течение 24 часов после бомбардировки Пёрл-Харбора 125 грузовых автомобильных конвоев вывезли с его складов практически всё. Если до 1940 года в Арсенале работало всего лишь 85 наёмных гражданских работников, то в октябре 1942 года там числилось уже 4545 человек. Нехватка рабочей силы привела к тому, что в 1944 году к работам в Арсенале были привлечены 250 итальянских и 400 немецких военнопленных, а также 150 человек из числа несовершеннолетних правонарушителей. Во время Корейской войны число работников Арсенала достигло исторического максимума — там работало 6700 человек.
В 1960-х годах произошло два события, изменивших жизнь Бениши: закрытие Бенишского арсенала, и открытие трёх мостов (двух автомобильных и одного железнодорожного) между Бенишей и Мартинесом. С того времени город стал развиваться как пригород Сан-Франциско и Окленда.
20 декабря 1968 года в районе Бениши совершил свои первые убийства серийный убийца, известный как «Зодиак».
К настоящему времени Бениша превратился в спальный район.

## Население
В 2010 году в городе проживало 26 997 человек.